# Bahnstrecke Dijon–Épinac
| Ehemaliger Bahnhof Épinac, Sommer 2019 |                                 | | |
| Streckennummer (SNCF): | 766 000                         | | |
| Kursbuchstrecke (SNCF): | 74 (SNCF)                       | | |
| Streckenlänge: | 67,822 km                       | | |
| Spurweite: | 1435 mm (Normalspur)            | | |
| Maximale Neigung: | 22 nach Épinac, 20 nach Dijon ‰ | | |
| |                                 | | |
| \| \| \| Bahnstrecke Paris–Marseille von Marseille \| \| \| \| 314,20,0 \| Dijon \| 248 m \| \| \| \| Bahnstrecke Paris–Marseille nach Paris \| \| \| \| \| Tunnels Marronniers (113 m) \| \| \| \| \| Ouche (30 m) \| \| \| \| \| A 38 \| \| \| \| ~5,2 \| Av. Francois Mitterrand (ehem. N 5) \| Av. Francois Mitterrand (ehem. N 5) \| \| \| 5,2 \| Plombières-Canal \| 252 m \| \| \| 10,5 \| Velars-La Cude \| 264 m \| \| \| \| Canal de Bourgogne (25 m) \| \| \| \| 14,9 \| Fleurey-sur-Ouche \| 291 m \| \| \| ~17,5 \| A 38 \| A 38 \| \| \| ~17,6 \| D 905 (ehem. N 5) \| D 905 (ehem. N 5) \| \| \| 18,3 \| Pont-de-Pagny \| 290 m \| \| \| 21,4 \| Sainte-Marie-sur-Ouche \| 294 m \| \| \| 24,5 \| Gissey-sur-Ouche \| 298 m \| \| \| 28,7 \| Saint-Victor-sur-Ouche \| 306 m \| \| \| 32,0 \| La Bussière-sur-Ouche \| 322 m \| \| \| 35,3 \| Veuvey-sur-Ouche \| 326 m \| \| \| 38,1 \| Pont-d’Ouche \| 332 m \| \| \| ~-1,1 \| Pont-d’Ouche-Hafen \| Pont-d’Ouche-Hafen \| \| \| ~38,4 \| A 6 \| A 6 \| \| \| ~38,8 \| Ouche (12 m) \| Ouche (12 m) \| \| \| ~39.0 \| ehem. Abzw. Hafen \| ehem. Abzw. Hafen \| \| \| 40,0 \| Thorey-sur-Ouche \| 337 m \| \| \| 45,2 \| Bligny-sur-Ouche \| 353 m \| \| \| \| \| \| \| \| \| Bahnstrecke de Beaune à Semur-en-Auxois, (CDCO) (Chemins de fer départementaux de la Côte-d'Or), 1 m \| \| \| \| \| \| \| \| \| \| Ouche (10 m) \| \| \| \| 49,7 \| Écutigny \| 418 m \| \| \| 55,6 \| Ivry-Cussy \| 488 m \| \| \| ~55,7 \| (Scheitelpunkt) \| 489 m \| \| \| ~55,8 \| D 906 (ehem. N 6) \| D 906 (ehem. N 6) \| \| \| ~55,9 \| D 17d (ehem. N 6) \| D 17d (ehem. N 6) \| \| \| ~55,9 \| Anfang geänderte Streckenführung (1860er Jahre) \| Anfang geänderte Streckenführung (1860er Jahre) \| \| \| ~60,4 \| Ende geänderte Streckenführung \| Ende geänderte Streckenführung \| \| \| 61,9 \| Molinot \| 378 m \| \| \| \| Département Côte-d’Or / Saône-et-Loire \| \| \| \| 66,2 \| Le Curier \| 342 m \| \| \| \| Werksanschluss \| \| \| \| \| Werksanschluss \| \| \| \| \| Bahnstrecke Étang–Santenay v. Santenay-les-Bains \| \| \| \| 68,137,0 \| Épinac-les-Mines \| 343 m \| \| \| \| Bahnstrecke Épinac–Pouillenay von Pouillenay \| \| \| \| \| Bahnstrecke Étang–Santenay n. Dracy-Saint-Loup \| \| |                                 | | |
| Strecke |                                 | Bahnstrecke Paris–Marseille von Marseille                                                            | Bahnstrecke Paris–Marseille von Marseille                                                            |
| Bahnhof | 314,20,0                        | Dijon                                                                                                | 248 m                                                                                                |
| Abzweig ehemals geradeaus und nach rechts |                                 | Bahnstrecke Paris–Marseille nach Paris                                                               | Bahnstrecke Paris–Marseille nach Paris                                                               |
| Tunnel (Strecke außer Betrieb) |                                 | Tunnels Marronniers (113 m)                                                                          | Tunnels Marronniers (113 m)                                                                          |
| Brücke über Wasserlauf (Strecke außer Betrieb) |                                 | Ouche (30 m)                                                                                         | Ouche (30 m)                                                                                         |
| Strecke mit Straßenbrücke (Strecke außer Betrieb) |                                 | A 38                                                                                                 | A 38                                                                                                 |
| Bahnübergang (Strecke außer Betrieb) | ~5,2                            | Av. Francois Mitterrand (ehem. N 5)                                                                  | Av. Francois Mitterrand (ehem. N 5)                                                                  |
| Bahnhof (Strecke außer Betrieb) | 5,2                             | Plombières-Canal                                                                                     | 252 m                                                                                                |
| Bahnhof (Strecke außer Betrieb) | 10,5                            | Velars-La Cude                                                                                       | 264 m                                                                                                |
| Brücke über Wasserlauf (Strecke außer Betrieb) |                                 | Canal de Bourgogne (25 m)                                                                            | Canal de Bourgogne (25 m)                                                                            |
| Bahnhof (Strecke außer Betrieb) | 14,9                            | Fleurey-sur-Ouche                                                                                    | 291 m                                                                                                |
| | ~17,5                           | A 38                                                                                                 | A 38                                                                                                 |
| Bahnübergang (Strecke außer Betrieb) | ~17,6                           | D 905 (ehem. N 5)                                                                                    | D 905 (ehem. N 5)                                                                                    |
| Bahnhof (Strecke außer Betrieb) | 18,3                            | Pont-de-Pagny                                                                                        | 290 m                                                                                                |
| Bahnhof (Strecke außer Betrieb) | 21,4                            | Sainte-Marie-sur-Ouche                                                                               | 294 m                                                                                                |
| Bahnhof (Strecke außer Betrieb) | 24,5                            | Gissey-sur-Ouche                                                                                     | 298 m                                                                                                |
| Bahnhof (Strecke außer Betrieb) | 28,7                            | Saint-Victor-sur-Ouche                                                                               | 306 m                                                                                                |
| Bahnhof (Strecke außer Betrieb) | 32,0                            | La Bussière-sur-Ouche                                                                                | 322 m                                                                                                |
| Bahnhof (Strecke außer Betrieb) | 35,3                            | Veuvey-sur-Ouche                                                                                     | 326 m                                                                                                |
| Bahnhof (Strecke außer Betrieb) | 38,1                            | Pont-d’Ouche                                                                                         | 332 m                                                                                                |
| Betriebs-/Güterbahnhof Streckenanfang · Strecke | ~-1,1                           | Pont-d’Ouche-Hafen                                                                                   | Pont-d’Ouche-Hafen                                                                                   |
| Strecke mit Straßenbrücke | ~38,4                           | A 6                                                                                                  | A 6                                                                                                  |
| Strecke | ~38,8                           | Ouche (12 m)                                                                                         | Ouche (12 m)                                                                                         |
| | ~39.0                           | ehem. Abzw. Hafen                                                                                    | ehem. Abzw. Hafen                                                                                    |
| Bahnhof (Strecke außer Betrieb) | 40,0                            | Thorey-sur-Ouche                                                                                     | 337 m                                                                                                |
| Bahnhof (Strecke außer Betrieb) | 45,2                            | Bligny-sur-Ouche                                                                                     | 353 m                                                                                                |
| |                                 | | |
| Kreuzung mit U-Bahn (Strecken außer Betrieb) |                                 | Bahnstrecke de Beaune à Semur-en-Auxois, (CDCO) (Chemins de fer départementaux de la Côte-d'Or), 1 m | Bahnstrecke de Beaune à Semur-en-Auxois, (CDCO) (Chemins de fer départementaux de la Côte-d'Or), 1 m |
| |                                 | | |
| Brücke über Wasserlauf (Strecke außer Betrieb) |                                 | Ouche (10 m)                                                                                         | Ouche (10 m)                                                                                         |
| Haltepunkt / Haltestelle (Strecke außer Betrieb) | 49,7                            | Écutigny                                                                                             | 418 m                                                                                                |
| Bahnhof (Strecke außer Betrieb) | 55,6                            | Ivry-Cussy                                                                                           | 488 m                                                                                                |
| Kulminations-/Scheitelpunkt (Strecke außer Betrieb) | ~55,7                           | (Scheitelpunkt)                                                                                      | 489 m                                                                                                |
| Strecke mit Straßenbrücke (Strecke außer Betrieb) | ~55,8                           | D 906 (ehem. N 6)                                                                                    | D 906 (ehem. N 6)                                                                                    |
| Bahnübergang (Strecke außer Betrieb) | ~55,9                           | D 17d (ehem. N 6)                                                                                    | D 17d (ehem. N 6)                                                                                    |
| | ~55,9                           | Anfang geänderte Streckenführung (1860er Jahre)                                                      | Anfang geänderte Streckenführung (1860er Jahre)                                                      |
| | ~60,4                           | Ende geänderte Streckenführung                                                                       | Ende geänderte Streckenführung                                                                       |
| Bahnhof (Strecke außer Betrieb) | 61,9                            | Molinot                                                                                              | 378 m                                                                                                |
| Grenze (Strecke außer Betrieb) |                                 | Département Côte-d’Or / Saône-et-Loire                                                               | Département Côte-d’Or / Saône-et-Loire                                                               |
| Bahnhof (Strecke außer Betrieb) | 66,2                            | Le Curier                                                                                            | 342 m                                                                                                |
| Abzweig geradeaus und nach rechts (Strecke außer Betrieb) |                                 | Werksanschluss                                                                                       | Werksanschluss                                                                                       |
| Abzweig geradeaus und von links (Strecke außer Betrieb) |                                 | Werksanschluss                                                                                       | Werksanschluss                                                                                       |
| Abzweig geradeaus und von links (Strecke außer Betrieb) |                                 | Bahnstrecke Étang–Santenay v. Santenay-les-Bains                                                     | Bahnstrecke Étang–Santenay v. Santenay-les-Bains                                                     |
| Bahnhof (Strecke außer Betrieb) | 68,137,0                        | Épinac-les-Mines                                                                                     | 343 m                                                                                                |
| Abzweig geradeaus und nach rechts (Strecke außer Betrieb) |                                 | Bahnstrecke Épinac–Pouillenay von Pouillenay                                                         | Bahnstrecke Épinac–Pouillenay von Pouillenay                                                         |
| Strecke (außer Betrieb) |                                 | Bahnstrecke Étang–Santenay n. Dracy-Saint-Loup                                                       | Bahnstrecke Étang–Santenay n. Dracy-Saint-Loup                                                       |

Die Bahnstrecke Dijon–Épinac war eine 67,8 km lange, Nord-Süd-gerichtete, eingleisige Nebenbahn in Frankreich. Ausgangspunkt der Planungen waren die Kohle-Minen bei Épinac. Mit dem Eröffnungsjahr 1837 für die erste Teilstrecke gehört sie zu den frühsten Bahnstreckenkonzessionierungen im Land. Im Zusammenhang mit der schrittweisen Einstellung der Kohleförderung in dem Revier mit 70 Schächten bis in die 1960er Jahre war der südliche, 12 km lange Abschnitt Épinac–Ivry-Cussy der erste, der 1944 stillgelegt wurde.

## Geschichte

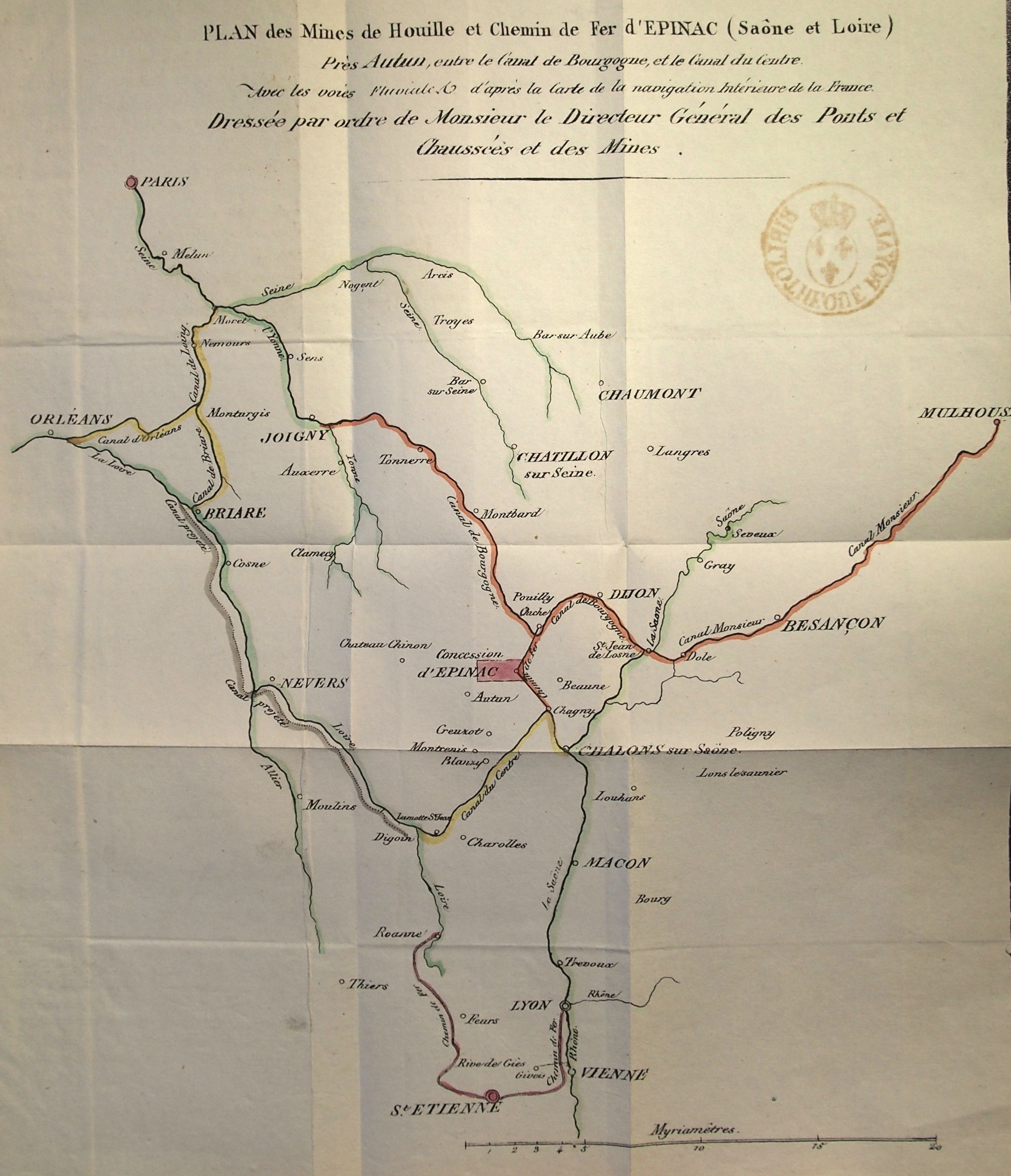
Verkehrsinfrastruktur rund um das Grubengelände Épinac, um 1830

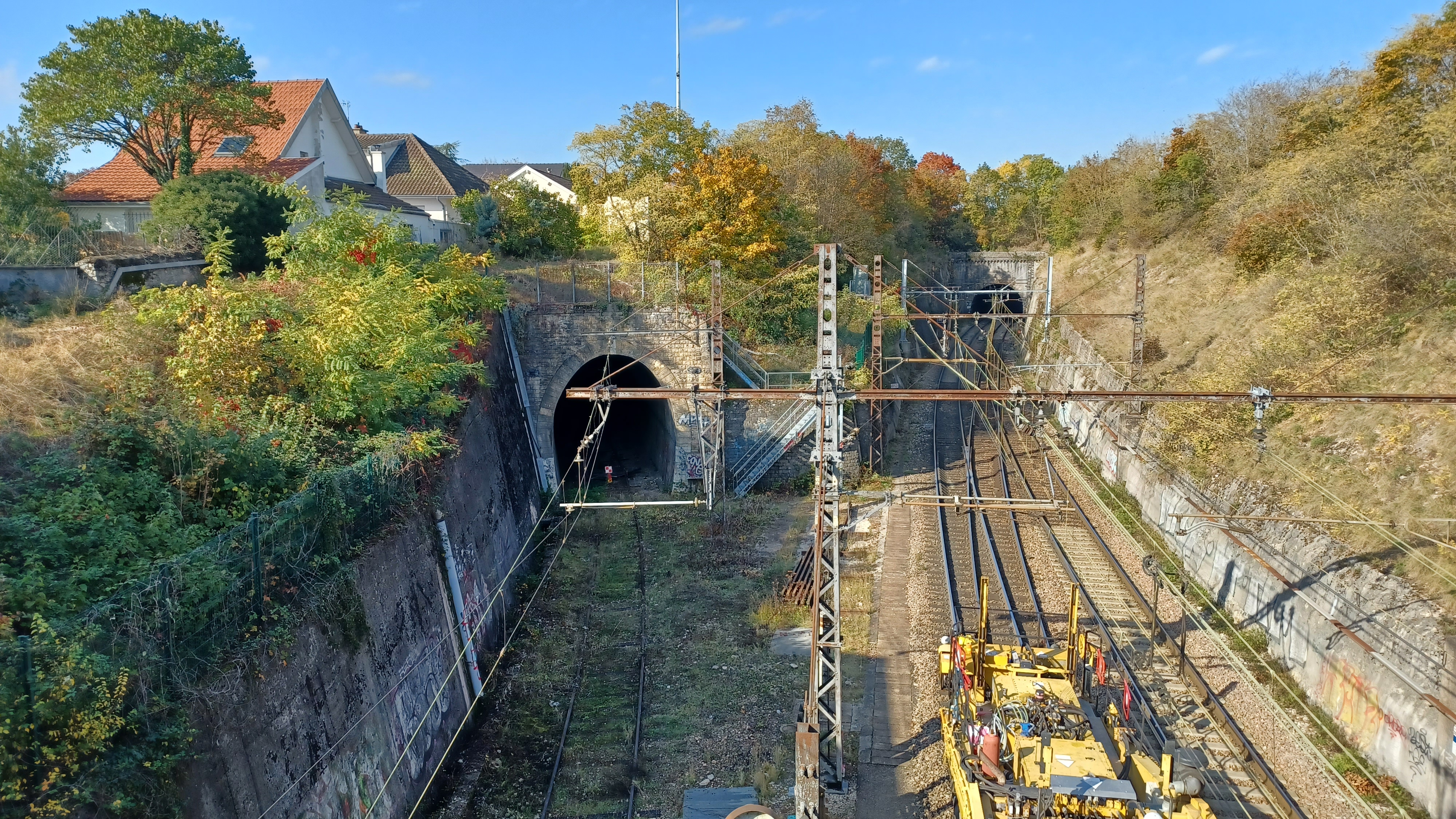
Tunnel Marronniers als Streckenbeginn. Rechts der Tunnel de Dijon 4, 2021

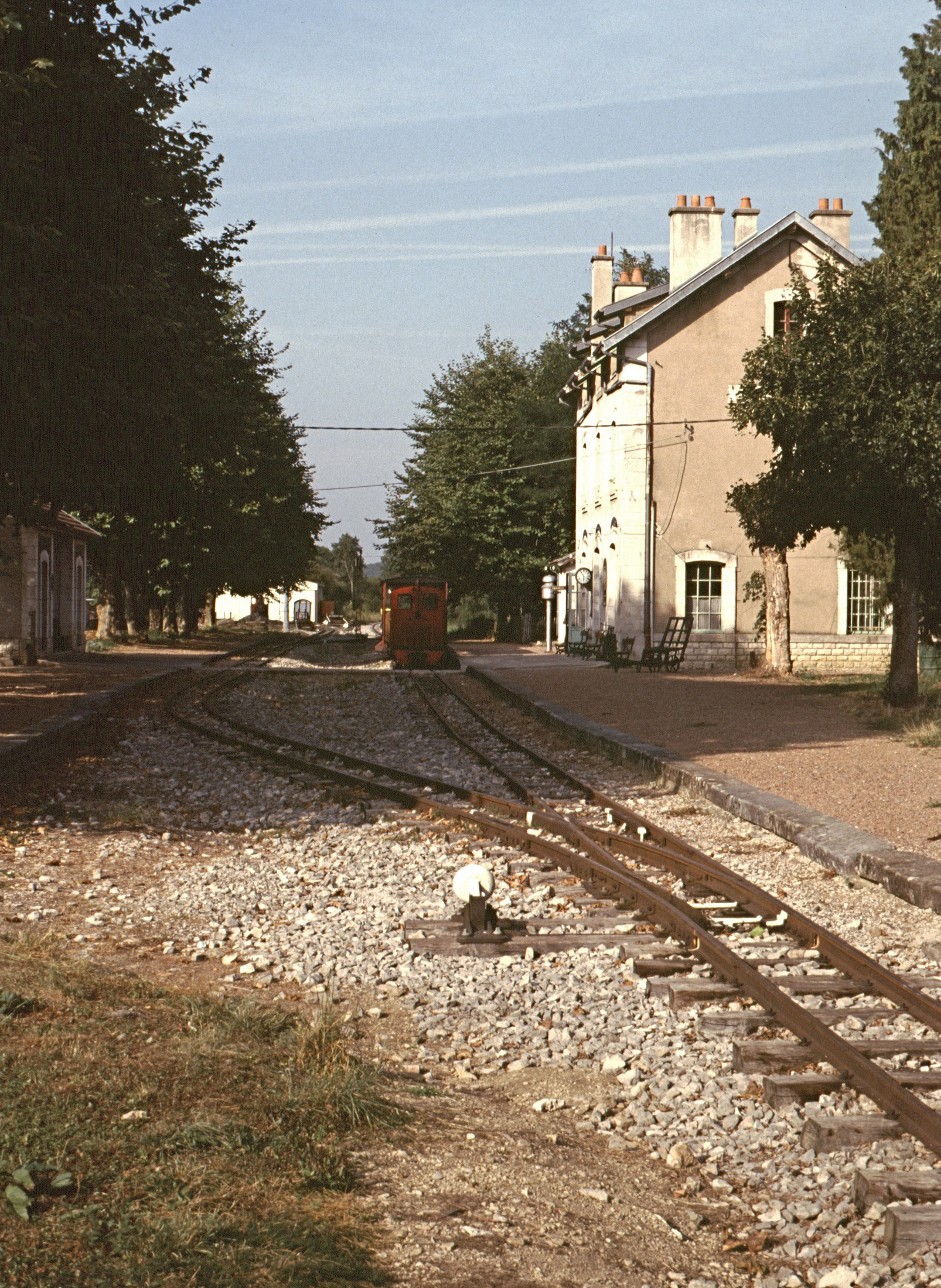
Bahnhof Bligny-sur-Ouche mit Gleisen der Touristikbahn

Die Geschichte der Strecke ist unmittelbar mit der Gründung der Compagnie des houillères et du chemin de fer d’Épinac verknüpft. Für den Abtransport der in Épinac geförderten Steinkohle suchte man – ähnlich wie im weiter südlich gelegenen Saint-Étienne, das bereits zwischen 1823 und 1827 eine Schienenverbindung mit Andrézieux-Bouthéon erhielt – eine leistungsstarke Infrastruktur. Naheliegenderweise kamen dafür der etwa 30 km nordöstlich gelegene Canal de Bourgogne, der ab Dijon in den Rhein-Rhône-Kanal, damals noch Canal Monsieur genannte Wasserstraße überging, und der in südöstliche Richtung etwa 25 km entfernte Canal du Centre infrage. Hügelige Topografie haben die Herbeiführung einer Wasserstraße an das Grubengelände verunmöglicht; so bot sich nur der Schienenweg als reiner Inselbetrieb an. Um die schweren Lasten über kurze Strecken aufwärts befördern zu können, waren ursprünglich an zwei Stellen Schrägaufzüge mit Seilwinden gebaut worden, die mit stationären Dampfmaschinen betätigt wurden. Eine befand sich in Montceau-et-Echarnat, die andere in Ivry-la-Montagne.
Konzessionssteller für eine Schienentrasse war Samuel Blum & fils im Auftrag für die 1829 gegründete Compagnie des houillères et du chemin de fer d’Épinac. Wie aus dem Namen der Gesellschaft hervorgeht, war eine wesentliche Aufgabe des Unternehmens der Transport von Steinkohle ihrer Minen. Die Strecke wurde  für 1,45 Mio. FF gebaut und ging bereits am 10. August 1837 in Betrieb. Der erste Streckenabschnitt führte von Le Curier (BK 66,2) bis Pont l’Ouche (Ortsteil von Thorey-sur-Ouche, BK 38,1) am Canal de Bourgogne. Erst 1864 wurde die Bahnstrecke Étang–Santenay bis Épinac (BK 68,1) im Süden und Vélars (BK 10,5) am anderen Streckenende verlängert.
Der Antrag auf einen Anschluss an die Bahnstrecke Paris–Marseille und damit zur Metropole Dijon erfolgte erst am 1. Juli 1896 und erst neun Jahre später wurde diese zum Teil schon seit fast 80 Jahren in Betrieb stehende Strecke auch für den Personenverkehr freigegeben. Bereits 34 Jahre später, zum 6. Februar 1939 wurde dieser wieder eingestellt. Kaum drei Jahre später wurde in dem südlichsten Teilstück (BK 55,9 bis 67,2) auch der Güterverkehr beendet. Züge verkehrten nur noch bis Ivry-Cussy, von wo weiterhin landwirtschaftliche Güter abgefertigt werden konnten. Zum 12. November 1954 wurde die Strecke entwidmet.

## Nachnutzung
Ein 6,8 km langer Abschnitt der alten Trasse wird seit 1978 von der Chemin de Fer de Vallée de l’Ouche für eine 600-mm-Touristikbahn mit Dampfbetrieb verwendet.